# Нели Огнянова
Нели Огнянова е български експерт по медийно право, доктор по право (1985), доктор на политологическите науки (2006) и професор в Софийския университет „Св. Климент Охридски“. Преподава Европейско медийно право и Информационна политика на ЕС. В края на 90-те тя е член на Националния съвет за радио и телевизия (НСРТ), а през 2001 г. е заместник-председател на Държавната комисия по далекосъобщения (ДКД). Ръководи групата, разработила Националната стратегия и програма за развитието на информационното общество (приета с акт на МС, 1999). От 2015 година е член на Комисията за прилагане на Етичния кодекс на българските медии.
Нели Огнянова е ръководител на катедра „Европеистика“ във Философския факултет на Софийския университет „Св. Климент Охридски“ от основаването ѝ през 1999 г. до 2008 г., и от 2011 г. до 2015 г. През учебната 2012/2013 в катедрата стартира интердисциплинарната магистърска програма „Е-Европа“, чийто ръководител е проф. Огнянова. Програмата е създадена като продължение на курса „Нови медии и култура на участието“, включен в медийния профил на бакалавърската програма по "Европеистика“.
В учебния план се акцентира върху създаване на творческото съдържание онлайн и творческото писане – курс, който от основаването на програмата се води от един от най-утвърдените и успешни български творци Георги Господинов. В центъра на вниманието са цифровите медии и дигиталният маркетинг, европейската публична сфера и медиите, визуалното съдържание онлайн, практическите въпроси на производството на цифрово съдържание и интернет бизнеса.
През 2021 година участва в инициативния комитет за издигане на кандидатурата на Лозан Панов на президентските избори.